# Ljusvattentjärnen (Örträsks socken, Lappland)
Ljusvattentjärnen är en sjö i Lycksele kommun i Lappland och ingår i Öreälvens huvudavrinningsområde.